# A Romance of the Border
A Romance of the Border è un cortometraggio muto del 1912 diretto e interpretato da Romaine Fielding.

## Produzione
Il film fu prodotto da Siegmund Lubin per la Lubin Manufacturing Company.

## Distribuzione
Distribuito dalla General Film Company, il film - un cortometraggio in una bobina - uscì nelle sale cinematografiche statunitensi il 1º giugno 1912.